# Muchomor rdzawobrązowy

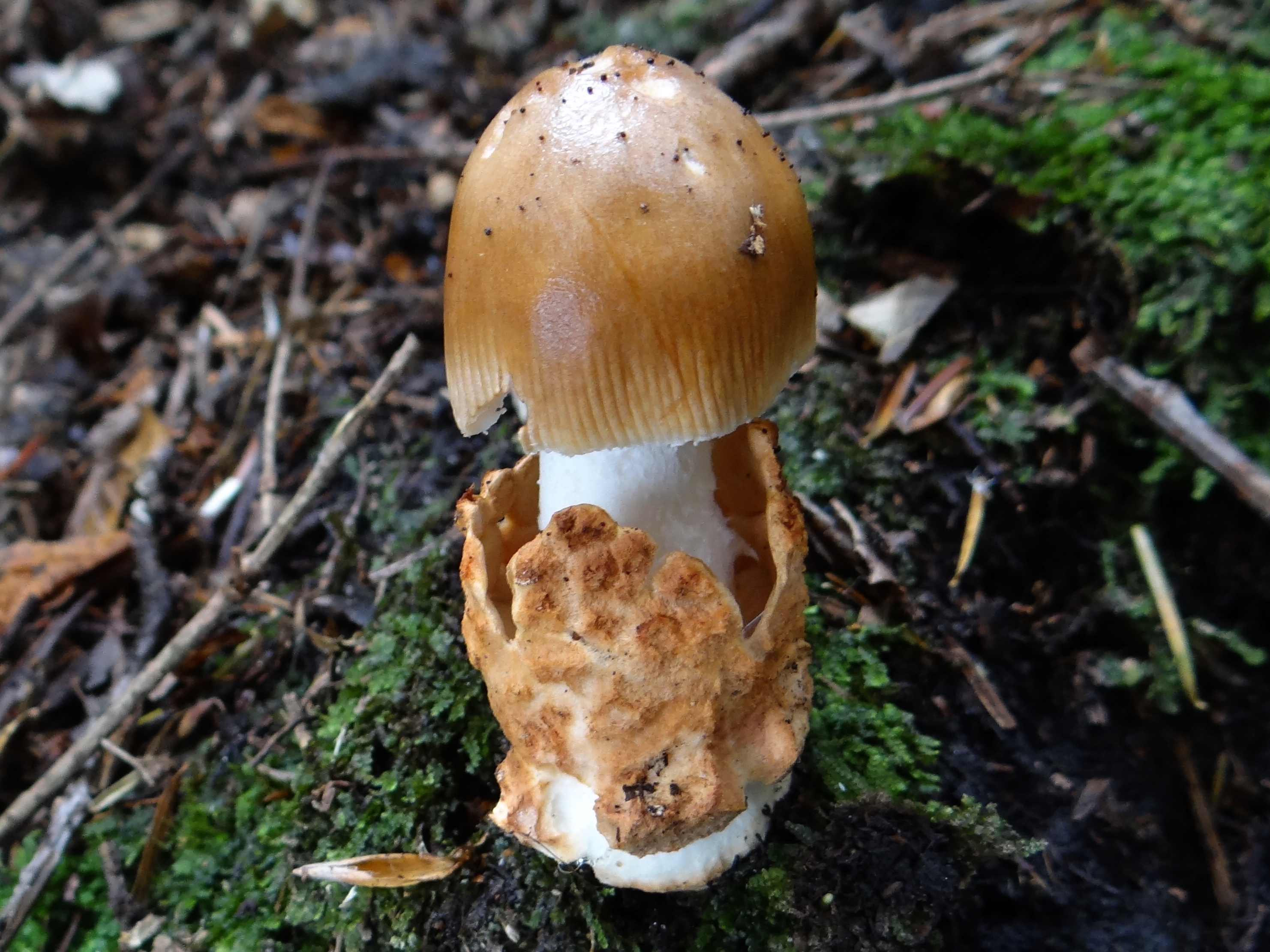
Charakterystyczna duża i luźna pochwa (młody okaz)

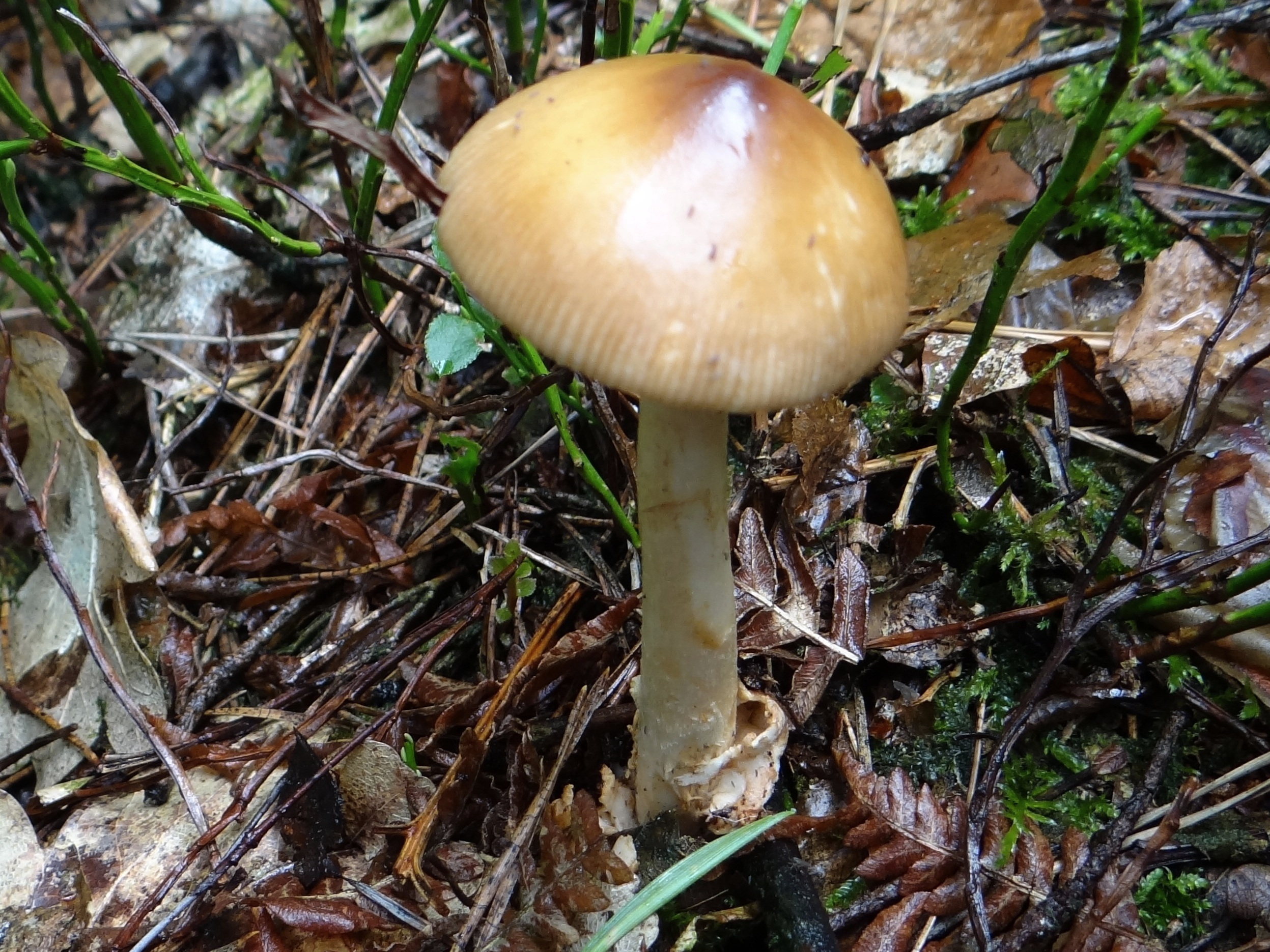
Dojrzały owocnik

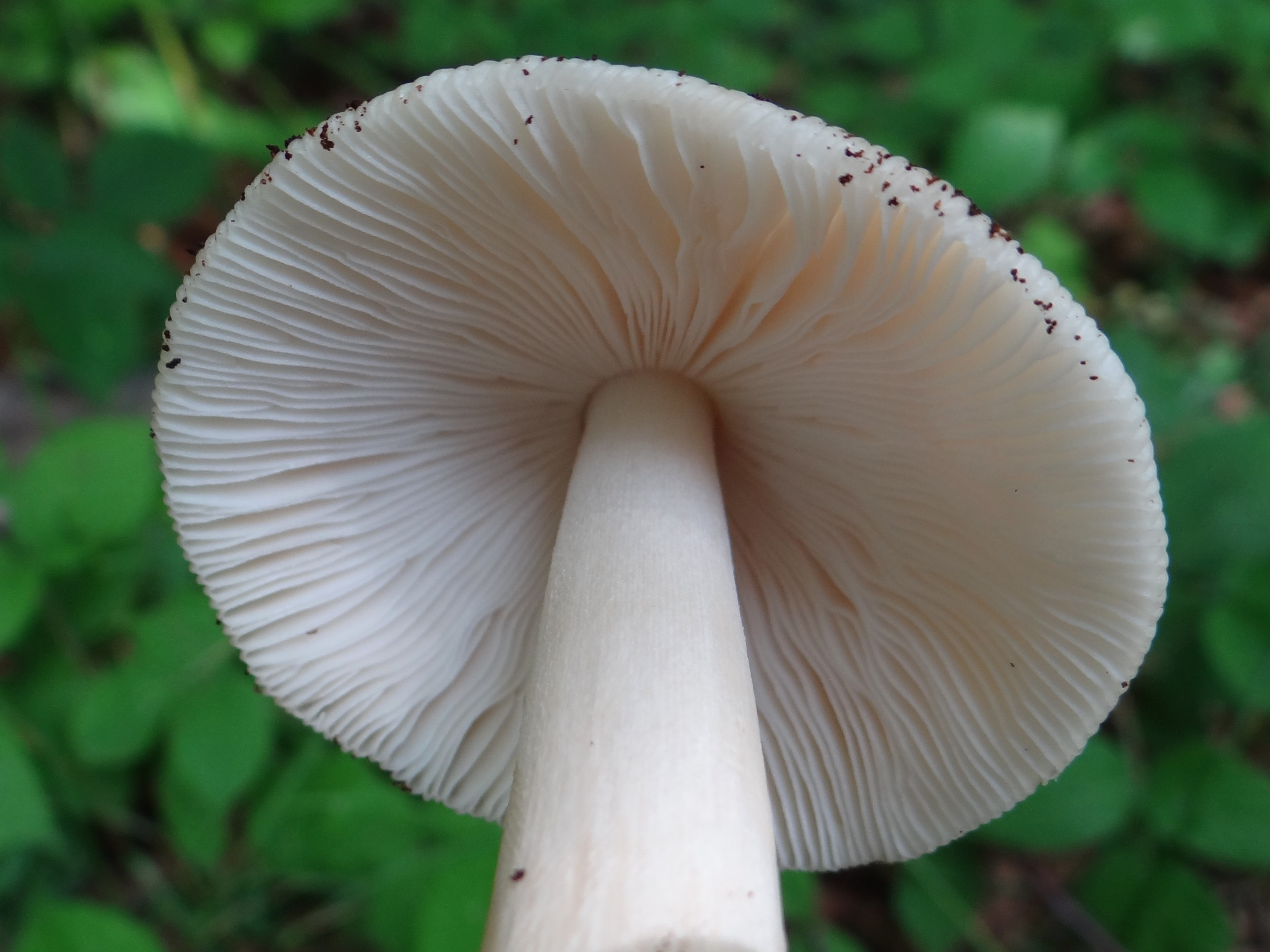
Blaszki i trzon

Muchomor rdzawobrązowy (Amanita fulva Fr.) – gatunek grzybów należący do rodziny muchomorowatych (Amanitaceae)

## Systematyka i nazewnictwo
Pozycja w klasyfikacji: Amanita, Amanitaceae, Agaricales, Agaricomycetidae, Agaricomycetes, Agaricomycotina, Basidiomycota, Fungi (według Index Fungorum).
Po raz pierwszy gatunek ten opisany został przez Jacoba Christiana Schäffera w roku 1774 jako Agaricus fulvus. W 1815 r. Elias Fries przeniósł go do rodzaju Amanita (muchomor). Później ze względu na brak pierścienia na trzonie umieszczono go w rodzaju Amanitopsis. Obecnie jednak cechę tę uważa się za niewystarczającą i za prawidłową nazwę uważa się diagnozę E. M. Friesa.
Synonimy naukowe:

- Agaricus fulvus Schaeff. 1774
- Amanita fulva f. alba (Courtec.) Contu 1986
- Amanita fulva Fr. (1815) f. fulva
- Amanita vaginata var. fulva (Fr.) Gillet 1874
- Amanitopsis fulva (Fr.) W.G. Sm. 1908
- Amanitopsis fulva f. alba Courtec., Miscell 1986
- Amanitopsis fulva (Schaeff.) W.G. Sm. f. fulva
- Amanitopsis vaginata var. fulva (Fr.) Sacc. 1887
- Vaginata fulva (Fr.) A.H. Sm. 1949

Nazwę polską nadał Władysław Wojewoda w 1992 r. W polskim piśmiennictwie mykologicznym gatunek ten opisywany był też jako muchomor brunatny, bedłka, muchar pochwiasty, mglejarka pochwiasta forma płowa, bedłka mglejarka odmiana żółta, muchomor mglejarka. Używane są także nazwy czubek, panienka, wyskoczek i żydówka. Używana w niektórych regionach nazwa "czubajka" jest myląca, ponieważ odnosi się w polskim nazewnictwie do rodzaju Macrolepiota.

## Morfologia
Kapelusz
Średnica od 3 do 10 cm, początkowo dzwonkowato stożkowy, później łukowaty z niewielkim garbkiem, na koniec płasko rozpostarty bez garbka/ Jest wyraźnie prążkowany na brzegu, nagi, gładki, przeważnie bez pozostałości osłony, w wilgotnych warunkach lepko oślizgły, jasnobrązowy, pomarańczowobrązowy, na koniec czerwonobrązowy. Czasami na powierzchni znajdują się siwawe resztki osłony. Skórka daje się ściągnąć z całego kapelusza. 
Blaszki
Średniogęste, nieprzyrośnięte do trzonu, białe lub jasnosiwe.
Trzon
Wysokość 8-15 cm, średnica 0,8-1,2 cm, cylindryczny, zwężający się ku górze, gładki, bez pierścienia, u starszych okazów rurkowaty, biały do ochrowobrązowego. Podstawę trzonu otacza błoniasta, luźna pochwa, mająca charakterystyczne dla tego gatunku cechy; jest błoniasta, dołem przyrośnięta, górą wolna, luźna, sięgająca aż do 1/4 wysokości owocnika. Ma kolor od białego do ochrowobrązowego.
Miąższ
Miąższ jest wodnisty i białawy, kruchy, cienki, zapach niewyraźny, smak słodkawy.
Wysyp zarodników
Biały lub kremowy. Zarodniki kuliste, nieamyloidalne, o rozmiarach 9.7-12.5 × 9,7-12.5 μm.

## Występowanie i siedlisko
Występuje w Ameryce Północnej, Europie, Azji i Afryce. W Polsce jest pospolity.
Rośnie w lasach liściastych i iglastych od nizin do gór, na ziemi, szczególnie pod świerkami, ale także pod sosnami, dębami, bukami i brzozami.

## Znaczenie
Grzyb mikoryzowy, grzyb jadalny, jednak odradza się jego zbieranie, można go bowiem pomylić z innymi, trującymi gatunkami grzybów.

## Gatunki podobne
- muchomor żółtawy (Amanita crocea), który tworzy większe owocniki i ma kapelusz o żywym pomarańczowym kolorze[6].
- muchomor szarawy (Amanita vaginata). Zwykle ma szarawe odcienie, ale istnieją odmiany o ubarwieniu bardzo podobnym do muchomora rdzawobrązowego. Różnią się pochwą[9]